# Suecia en los Juegos Paralímpicos de Innsbruck 1984
Suecia estuvo representada en los Juegos Paralímpicos de Innsbruck 1984 por un total de 22 deportistas, 18 hombres y cuatro mujeres.

## Medallistas
El equipo paralímpico sueco obtuvo las siguientes medallas:
| Nombre                                                       | Deporte        | Evento                                |
| ------------------------------------------------------------ | -------------- | ------------------------------------- |
| Oro                                                          |                |                                       |
| Gunilla Åhrén                                                | Esquí alpino   | Descenso LW6/8 femenino               |
| Gunilla Åhrén                                                | Esquí alpino   | Eslalon LW6/8 femenino                |
| Gunilla Åhrén                                                | Esquí alpino   | Eslalon gigante LW6/8 femenino        |
| Gunilla Åhrén                                                | Esquí alpino   | Combinada LW6/8 femenino              |
| Ola Rylander                                                 | Esquí alpino   | Eslalon LW2 masculino                 |
| Lars Lundström                                               | Esquí alpino   | Eslalon LW5/7 masculino               |
| Désirée Johansson                                            | Esquí de fondo | 10 km distancia media B2 femenino     |
| Plata                                                        |                |                                       |
| Lars Lundström                                               | Esquí alpino   | Descenso LW5/7 masculino              |
| Désirée Johansson                                            | Esquí de fondo | 5 km distancia corta B2 femenino      |
| Bronce                                                       |                |                                       |
| Ola Rylander                                                 | Esquí alpino   | Descenso LW2 masculino                |
| Marianne Edfeldt                                             | Esquí de fondo | 5 km distancia corta B1 femenino      |
| Rune Karlsson                                                | Esquí de fondo | 20 km distancia media LW6/8 masculino |
| Allan Danielsson Kent Engström Rune Karlsson Bertil Lundmark | Esquí de fondo | 4 × 5 km LW2-9 masculino              |
| Yngve Eriksson Ove Karlsson Åke Pettersson George Witthof    | Esquí de fondo | 4 × 10 km B1-2 masculino              |